# 坎波阿萊格雷
坎波阿萊格雷是哥倫比亞的城鎮，位於該國中西部，由乌伊拉省負責管轄，距離首府內瓦26公里，始建於1809年8月14日，面積661平方公里，海拔高度525米，2005年人口34,998。
2°41′16″N 75°19′41″W / 2.68778°N 75.3281°W